# Мантело
Мантѐло (на италиански: Mantello, на западноломбардски: Mantèll, Мантел) е село и община в Северна Италия, провинция Сондрио, регион Ломбардия. Разположено е на 211 m надморска височина. Населението на общината е 755 души (към 2010 г.).